# Alberto Rojo

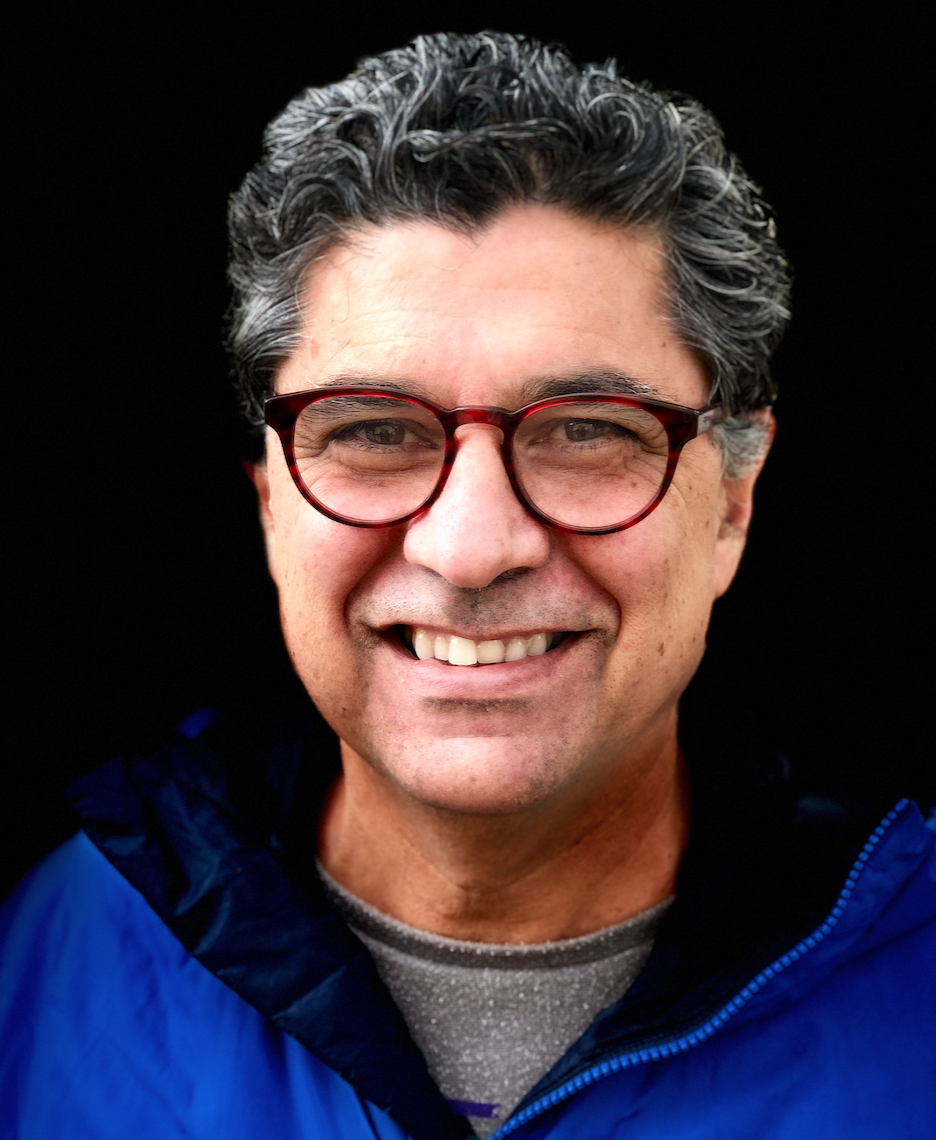
Alberto Rojo

Alberto G. Rojo (San Miguel de Tucumán, 15 de febrero de 1960) es un músico, escritor, y físico argentino.
Estudió en el Instituto Balseiro (Bariloche, en Argentina) ―perteneciente a la Universidad Nacional de Cuyo―, donde obtuvo una licenciatura y un doctorado en física.
Ha sido becario del CONICET, profesor visitante en la Universidad de Buenos Aires y del Oak Ridge National Laboratory.
Entre 1992 y 1994 fue investigador posdoctoral en la Universidad de Chicago.
Entre 1994 y 2002 fue profesor adjunto en la Universidad de Míchigan.
Actualmente es profesor del Departamento de Física de la Universidad de Oakland, en Rochester (Estado de Míchigan).
Tiene numerosos trabajos publicados en temas de física en revistas de circulación internacional y ha dictado conferencias en diversas reuniones internacionales. Publicó en coautoría con Anthony James Leggett (premio nobel de Física de 2003). Es un apasionado y prolífico divulgador de la ciencia.

## Obra literaria
- The Principle of Least Action. History and Physics. Cambridge University Press, 2017. (En coautoría con Anthony Bloch.)
- Borges y la física cuántica. Un científico en la Biblioteca Infinita. Buenos Aires: Siglo XXI, 2013.
- El azar en la vida cotidiana. Buenos Aires, Siglo XXI, 2012.
- Borges e a mecânica quântica, en portugués. Universidad de Campinas (Brasil): Unicamp, 2011.
- «Physics and poetry», capítulo en libro The paths of creation, Creativity in science and art. Berna: Peter Lang, 2011.
- La física en la vida cotidiana. Buenos Aires: Siglo XXI, 2007.
  - La física en la vida cotidiana. Barcelona (España): RBA Libros, 2010.
- Capítulo del libro Arte y ciencia: mundos convergentes. Madrid (España): Plaza y Valdez, 2010.
- «Borges en diez miradas», ensayo en el Jardín de los senderos que se ramifican: Borges y la mecánica cuántica, Fundación El Libro, 1999.

## Publicaciones científicas destacadas
- Rojo, A. G.; y Leggett, A. J. (1991): «On the sign of the coupling between T–violating systems in second order perturbation theory», artículo en inglés en Physical Review Letters, 67, pág. 3614; 1991.[2]
- Garret, G. A.; Rojo, A. G.; Sood, A. K.; Whittaker, J. F.; y Merlin, R. (1997): «Vacuum squeezing of solids: macroscopic quantum states driven by light pulses», Science, 275, pág. 1638; 1997.
- Rojo, A. G.; y Mahan, G. D. (1992): «Current dependence of the Van der Waals interaction», artículo en inglés en la revista Phys. Rev. Lett., 68, pág. 2074; 1992.
- Rojo, A. G. (1999): «Electron drag effects in coupled electron systems», review article en la revista Journal of Physics: Condensed Matter, 11, pág. R31; 1999.
- Jagla, E.; y Rojo, A. G. (2002): «The origin of columnar quasi-hexagonal patterns: from cornstarch to the Giants Causeway», artículo en la revista Phys. Rev., pág. E 65, 026203; 2002.
- Rojo, A. G.; Cohen, J.; y Berman, P. (1999): «Talbot oscillations in a one–dimensional condensate», artículo en inglés en la revista Phys. Rev., pág. A 60, 1482; 1999.

## Artículos de divulgación científica
Escribió más de 100 artículos de divulgación científica en diarios argentinos (Crítica de Argentina, La Nación, Clarín y Página 12) y actualmente escribe el blog «El desmitificador» Los siguientes son algunos de sus artículos recientes destacados
- «Los celulares son tan inofensivos como el microondas», artículo en el diario Clarín.
- «Usted se atreve a explicar el arte?», artículo en el diario Clarín.
- «Azares y temores radiactivos» Archivado el 16 de abril de 2012 en Wayback Machine., artículo en el diario La Nación.
- «Divertida vuelta de tuerca» Archivado el 6 de octubre de 2014 en Wayback Machine., artículo en el diario La Nación.
- «Buscar oportunidades para la energía nuclear argentina» Archivado el 7 de septiembre de 2019 en Wayback Machine., artículo en el diario La Nación.

## Producción televisiva
Fue creador y conductor de la serie de televisión Artistas de la ciencia, transmitida en abril de 2011 por el Canal Encuentro.
En el mismo canal es protagonista de ¡Mozo! Hay un físico en mi sopa.  Disponible en Youtube

## Música

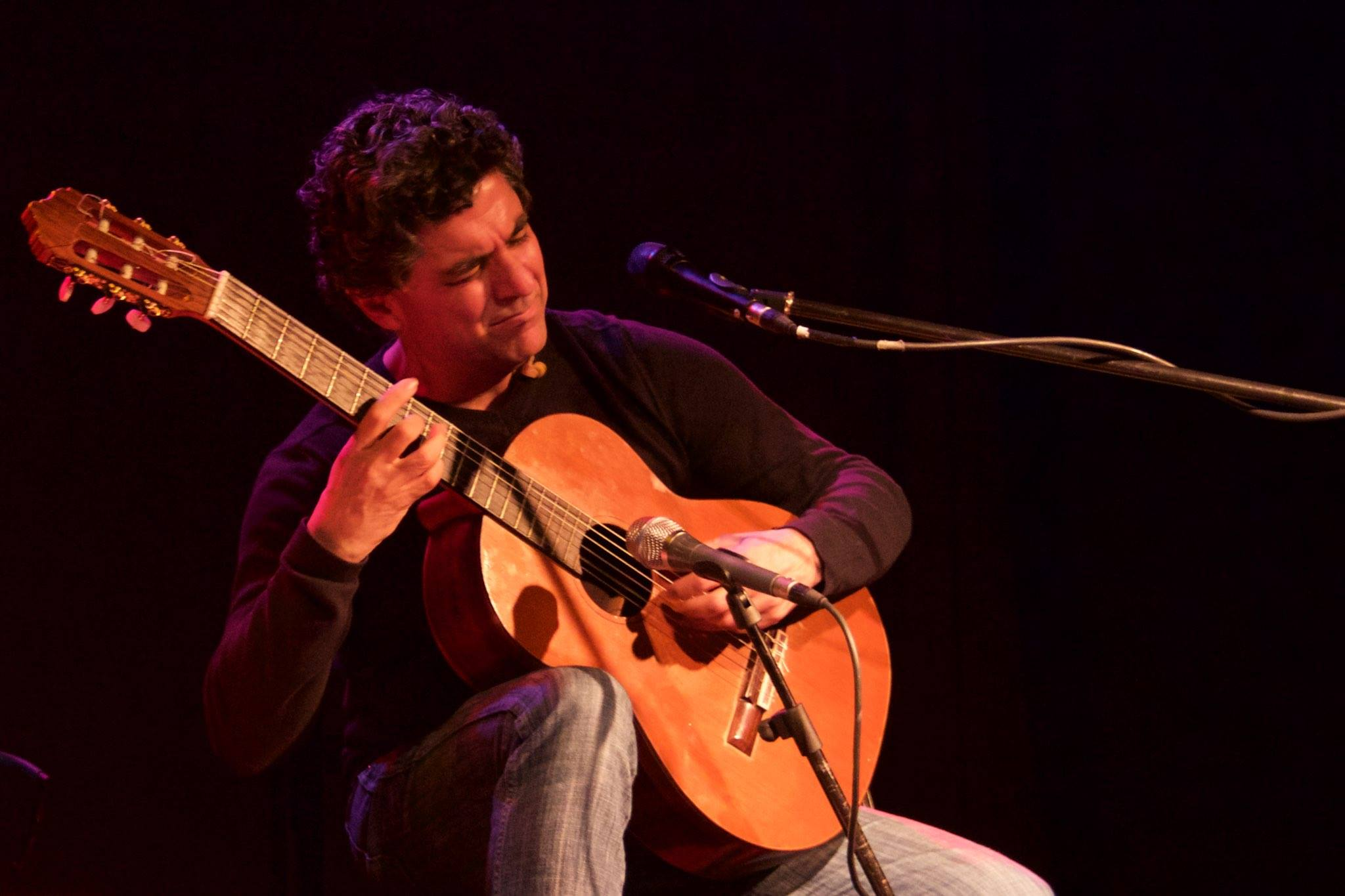
Alberto Rojo en el Teatro del Viejo Mercado

Alberto Rojo es además un eximio guitarrista y autor de canciones que han sido editadas en sellos internacionales. En algunos de sus CD contó con la participación de Charly García y de Pedro Aznar. Grabó a dúo con Mercedes Sosa y la acompañó en numerosas salas del mundo: el City Center (de Nueva York), en el Indigo 2 (de Londres), en el Auditorio de la Música (de Roma), en el teatro Gran Rex (de Buenos Aires).
En 2006 debutó como orquestador en el Teatro Colón de Buenos Aires con su obra Ni sí ni no (compuesta en coautoría con Luis Gurevich), interpretada a dúo con Mercedes Sosa y con la orquesta estable del teatro Colón, dirigida por Pedro Ignacio Calderón.
Sus obras solistas se usan como material de estudio en varios conservatorios argentinos. Compuso a dúo con Pedro Aznar («Te digo gracias, guitarra»), Luis Gurevich («Ni sí ni no»), Víctor Heredia («La canción que jamás olvidé»), Luis Pescetti («Quién sabe por qué el mundo»).
Sus canciones fueron también grabadas por
Mercedes Sosa,
Anna Saeki,
Berta Rojas,
Piñón Fijo,
Víctor Villadangos,
Pablo González Jasey, Isha Escribano,
Carmina Cannavino,
Lucho Hoyos,
Dorita Chávez (acompañada por Lito Vitale y Lucho Gonzales),
Myriam Quiñones.
En sus exploraciones en la luthería, diseñó la primera guitarra decafónica,

## Discografía
- 1999: De visita. Epsa Music, colección Guitarras del Mundo, con composiciones propias para guitarra.
- 2003: Para mi sombra. Acqua Records, producido por Pedro Aznar, con la participación de Charly García en un dúo acústico de la canción «Desarma y sangra». Para mi sombra fue elegido entre los cinco mejores discos del año por la revista Rolling Stone de Argentina.
- 2008: Amaicha, Block M Records, álbum del Alberto Rojo Trio, integrado por Michael Gould y Andrew Kratzat.
- 2009: Tangentes, Acqua Records, producido por Luis Gurevich, con la participación de Mercedes Sosa cantando a dúo con Rojo «Ni sí ni no». Tangentes fue elegido el mejor disco del año por Gabriel Plaza, del diario La Nación (Buenos Aires).

### Participaciones
- 2005: Corazón libre, Deutsche Grammophon, álbum de Mercedes Sosa en el que Alberto Rojo participó como invitado en su «Chacarera del fuego» y en «Zamba de Argamonte» (del Cuchi Leguizamón y Manuel Castilla). Corazón libre ganó el Grammy Latino en 2005.
- 2009: Cantora II, de Sony Music, álbum de Mercedes Sosa en el que Alberto Rojo participa como invitado en Canción de las Cantinas (del Chivo Valladares y Manuel J. Castilla).

## Premios y distinciones

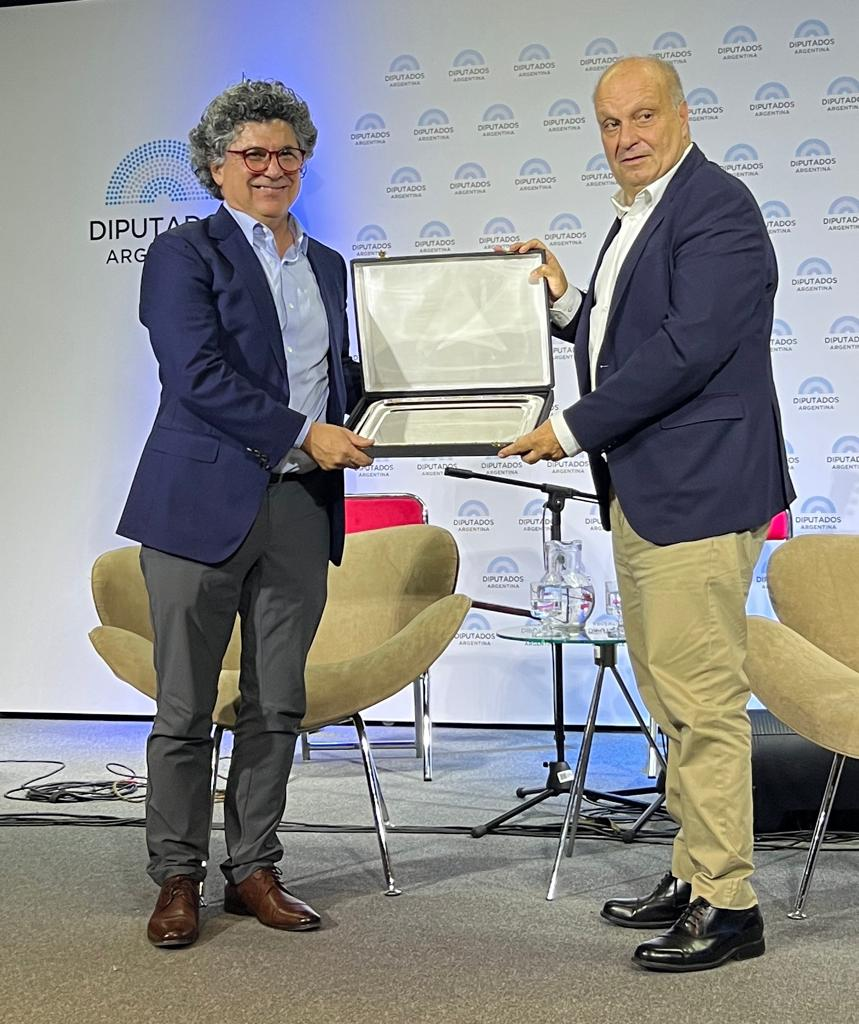
Declaración de persona de Interés de la Honorable Cámara de Diputados de la Nación Argentina

- 1999: Premio Edenor de la Fundación del libro de Argentina por el ensayo Jorge Luis Borges y la física cuántica.
- 2005: KITP Scholar, en la Universidad of California en Santa Bárbara.
- 2007: Jack Williamson Professor of Science and Humanities, Eastern New México University. Silla dotal establecida por el escritor de ciencia ficción Jack Williamson, para académicos con contribuciones en ciencias y humanidades.
- 2011: Premio ATVC por mejor programa cultural de cable a Artistas de la Ciencia.
- 2012: Fulbright specialist en la disciplina Physics Education.
- 2012: miembro colaborador de la Academia Norteamericana de la Lengua Española.
- 2012: Ciudadano Ilustre de la Provincia de Tucumán (resolución de la Legislatura Provincial de Tucumán).
- 2014: Fulbright Specialist in Physics Education, Fundación Fullbright
- 2023:  Doctor honoris causa de la Universidad de Buenos Aires (UBA) por sus aportes a la ciencia nacional e internacional Noticias UBA.

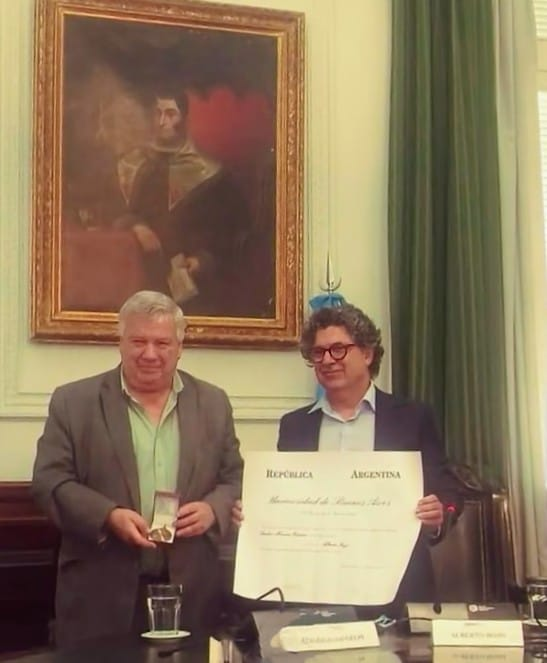
Alberto Rojo recibe diploma de honoris causa de la Universidad de Buenos Aires

- 2023 Reconocimiento de la Honorable Cámara de diputados de la Nación Argentina a la trayectoria del Dr. Alberto Rojo y reconocimiento de su aporte y constante creatividad al servicio de la cultura, el arte y la ciencia Resolución